# Jaffuelia chilensis
Jaffuelia chilensis är en insektsart som beskrevs av Luisa Eugenia Navas 1918. Jaffuelia chilensis ingår i släktet Jaffuelia och familjen myrlejonsländor. Inga underarter finns listade i Catalogue of Life.